# Geschiedenis van Parijs
Dit artikel geeft een beknopte weergave van de geschiedenis van Parijs.

## Oudheid

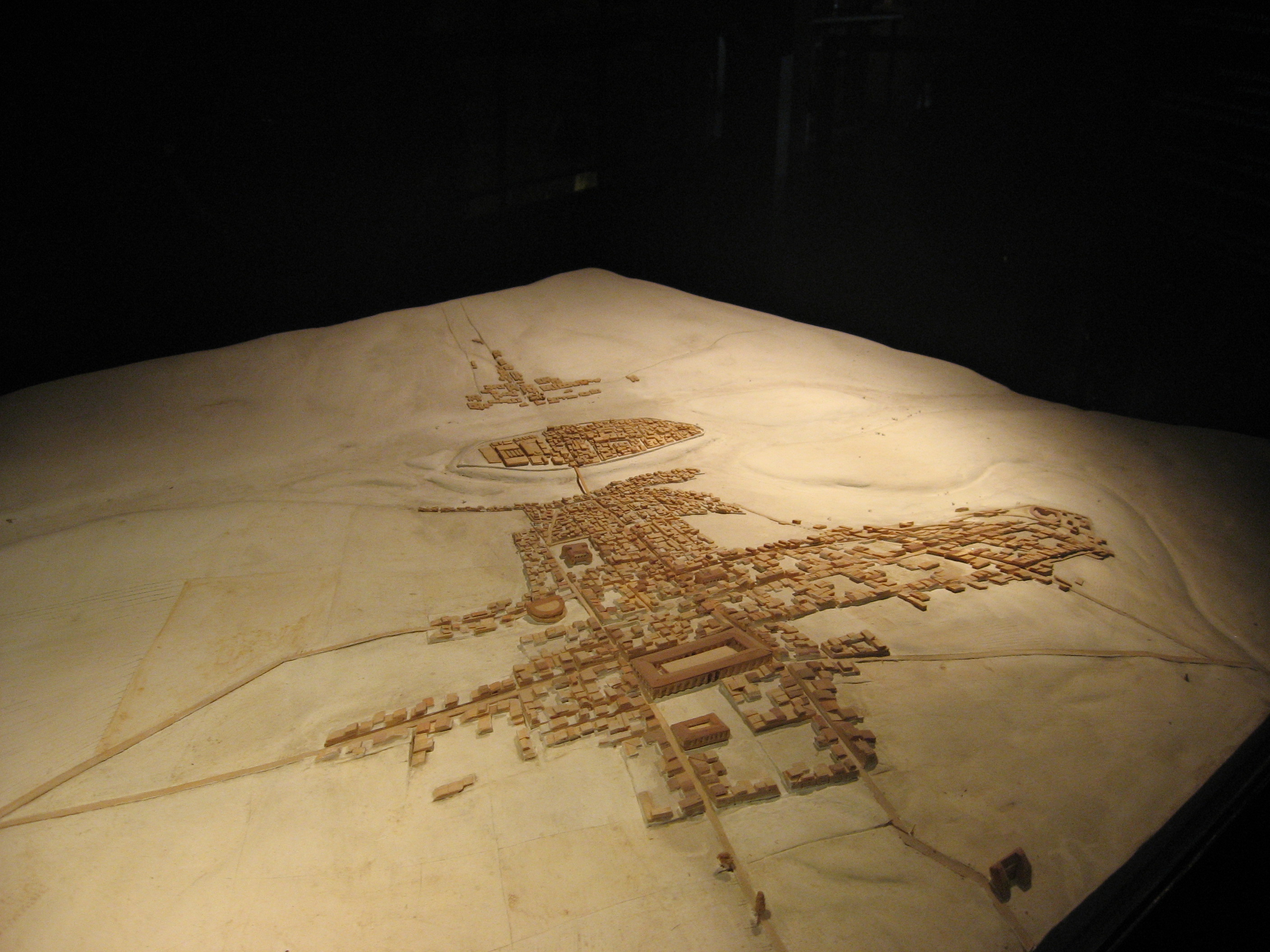
Romeinse stad Parijs vanuit het zuiden gezien

De oorspronkelijke naam van Parijs was Lutetia, ook wel Lutetia Parisiorum, in het Frans bekend onder de naam Lutèce. Lutetia verviel later als naam en Parijs kwam ervoor in de plaats, waarschijnlijk gebaseerd op de naam van de Gallische stam der Parisii. De naam van deze stam is waarschijnlijk afkomstig van het Gallische woord parios.
In 52 v.Chr. veroverde Julius Caesar Parijs, dat door de Romeinen Lutetia Parisiorum werd genoemd. In de bloeitijd van het Romeinse Gallië breidde de stad zich een eind uit over de linker- (zuidelijke) oever, waarvan de resten van het amfitheater en de thermen zijn overgebleven. In roerige tijden, zoals tijdens de Volksverhuizing trokken de bewoners van de nederzetting zich om strategische redenen weer terug op de eilandjes (het tegenwoordige Île de la Cité). De locatie was bovendien een kruispunt van diverse handelsroutes, waardoor de stad een groot potentieel had om te groeien in welvaart.

## Middeleeuwen

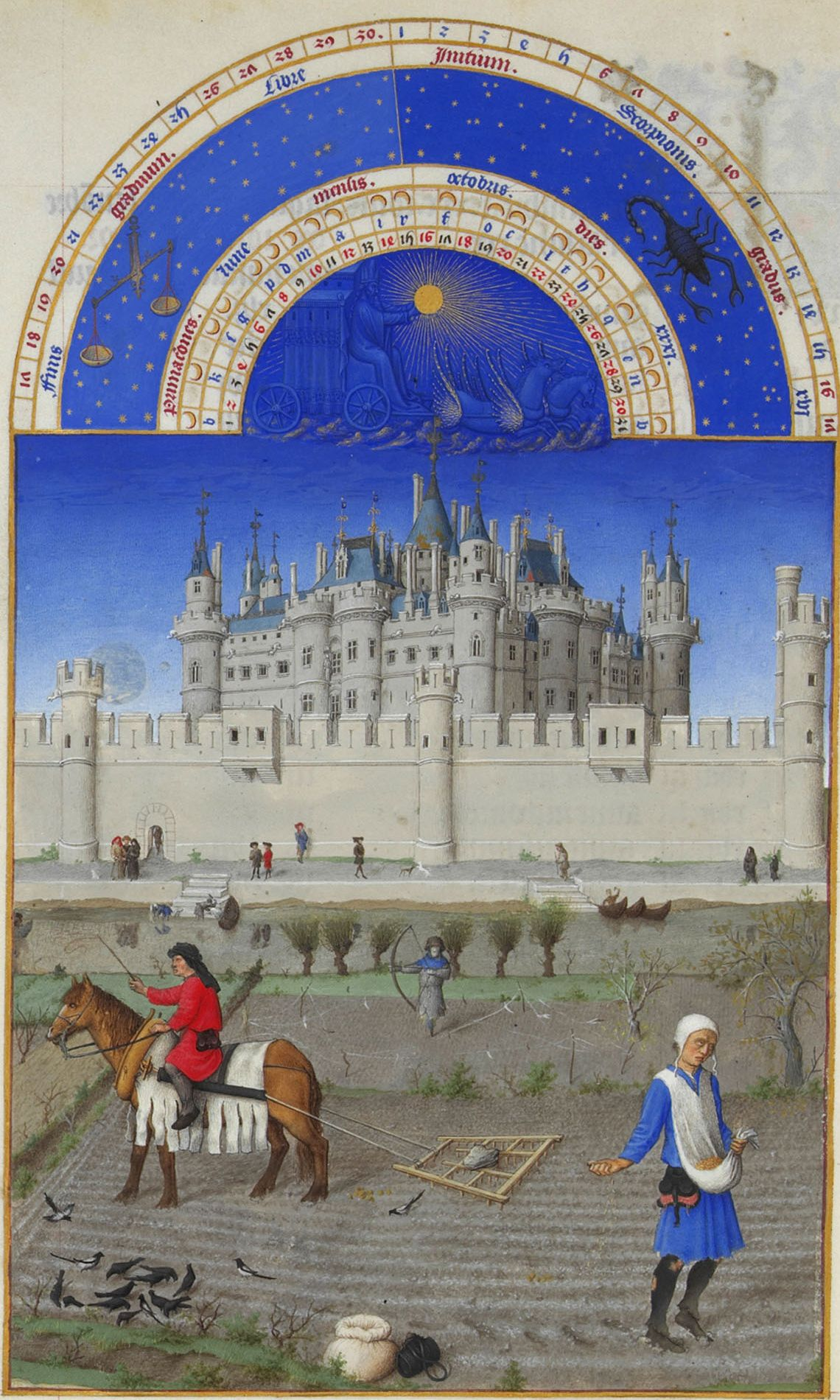
Kasteel Louvre in de 14e eeuw

In 509 maakt de Frankische koning Clovis Parijs tot een van de hoofdsteden van zijn rijk.
De Noormannen plunderden de stad in de periode van 885-890. Als de omstandigheden na het jaar 900 wat rustiger worden, gaat de stad zich weer uitbreiden buiten de eilanden in de Seine. Omstreeks 1180 wordt, onder de heerschappij van Filips II van Frankrijk een nieuwe stadsmuur gebouwd, die een gebied van 270 hectare omvatte. De stad telde toen waarschijnlijk ruim 50.000 inwoners.
In de 13e eeuw werd de rechteroever van de Seine drooggelegd, die tot dan toe moerassig was. In de 13e eeuw werd ook begonnen aan de winning van kalksteen uit mijnen die nu als de catacomben van Parijs bekend staan, waardoor onder meer de bouw van het Louvre en de Notre-Dame mogelijk werd. Op de linkeroever komt in deze eeuw de Sorbonne op, die eeuwenlang de grootste universiteit van Europa zou zijn.
Parijs was inmiddels behalve hoofdstad ook veruit het belangrijkste handelscentrum van Frankrijk geworden. In de eropvolgende anderhalve eeuw groeide de bevolking flink, tot ongeveer 200.000 omstreeks 1330.
In 1357 verkeerde Parijs in een revolutionaire stemming. In de Slag bij Poitiers in de Honderdjarige Oorlog was koning Jan II van Frankrijk in Engelse krijgsgevangenschap geraakt, waardoor de monarchie in een moeilijke positie was gekomen. Étienne Marcel, hoofd van het Parijse koopmansgilde richtte een revolutionair regime op in de stad en probeerde ook de kroonprins (de latere koning Karel V van Frankrijk) in zijn macht te krijgen. Deze wist evenwel te ontsnappen. Étienne Marcel werd spoedig daarop vermoord.
In 1364 werd er, onder het koningschap van Karel V, een nieuwe muur gebouwd, die een oppervlakte van ongeveer 440 hectare beschermde. De muur diende om de Engelsen buiten te houden, maar het oostelijke bolwerk Bastille had ook als functie om in geval van oproer de bevolking van Parijs in toom te houden.
In 1420 deed koning Hendrik V van Engeland zijn intocht in Parijs, waar hij door velen als koning van Frankrijk erkend werd. In 1436 werd de stad door de koning Karel VII van Frankrijk heroverd, dankzij de opleving van het Franse nationale gevoel dat voortvloeide uit het optreden van Jeanne d'Arc.
Ten gevolge van de pestepidemieën van de tweede helft van de 14e eeuw en het oorlogsgeweld van de Honderdjarige Oorlog nam de bevolking van Parijs aanvankelijk sterk af, maar tegen 1500 zou de bevolking zich weer op het niveau van 1330 herstellen.

## 16e en 17e eeuw

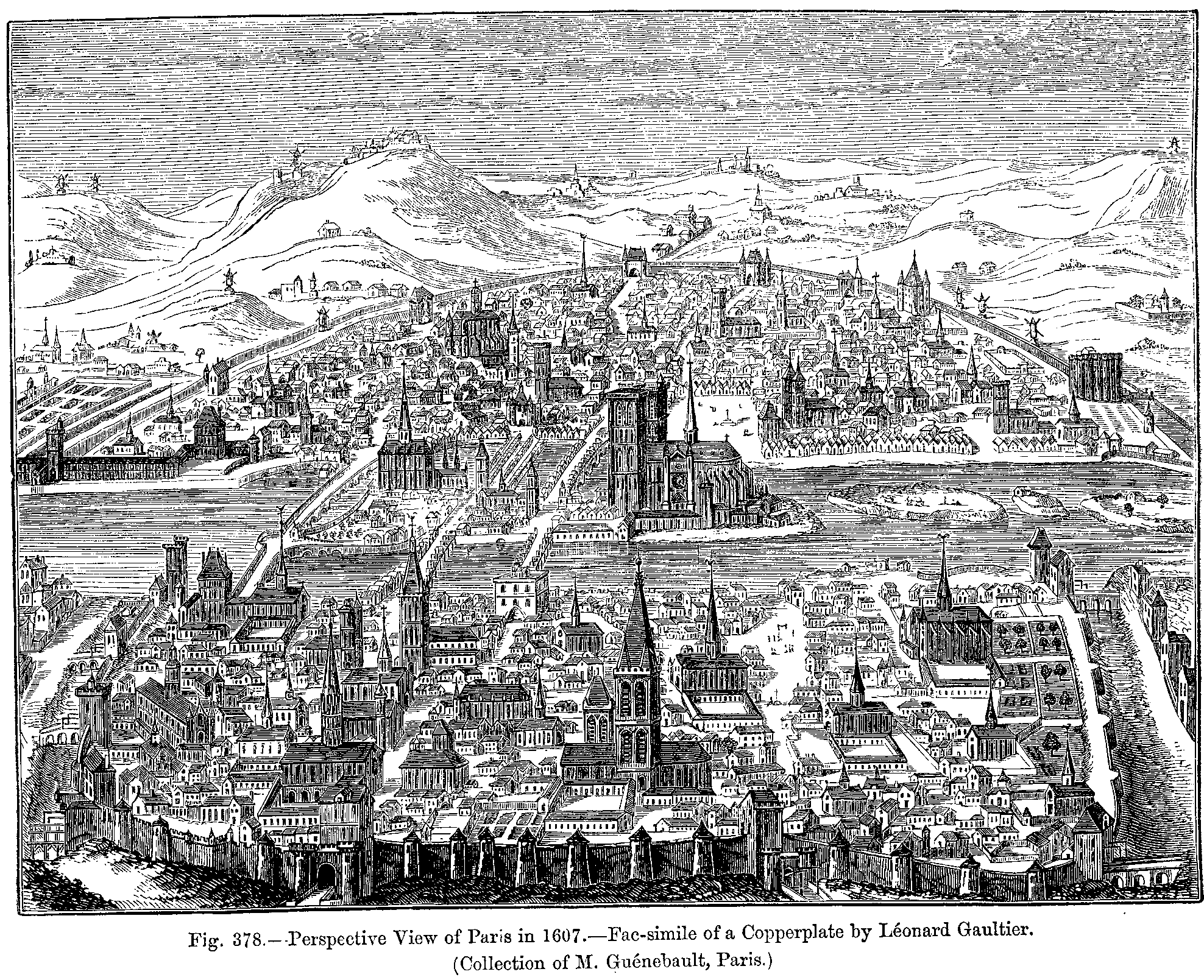
Uitzicht op parijs (1607). Werk door Leonard Gaultier

Na de Engelse bezetting werd een grote bouwactiviteit ingezet. Overblijfselen hiervan zijn: Pont Neuf en de tuinen van Luxemburg (les jardins du Luxembourg).
In de tijd van de Franse Godsdienstoorlogen (1562-1598) was Parijs een katholiek bolwerk. De fanatiek katholieke bevolking nam tijdens de Bartholomeusnacht in 1572 enthousiast deel aan het bloedbad op de hugenoten. Een jaar of twintig later werd Parijs enkele malen vergeefs belegerd door de leider van de protestantse partij, Hendrik van Navarra, de latere Hendrik IV van Frankrijk. Het beleg van 1590 was verschrikkelijk. Tienduizenden burgers stierven de hongerdood, maar de stad capituleerde niet. Pas toen Hendrik in 1594 tot het katholicisme overging ("Parijs is wel een mis waard") werd hij in de stad toegelaten.
Onder de regering van Lodewijk XIV van Frankrijk (1643-1715) nam de bevolking sterk toe, van ongeveer 300.000 tot meer dan 500.000 inwoners. Dankzij de nabijheid van het Koninklijk Hof en een groot deel van de Franse adel kon de stad zich ontwikkelen tot een centrum van industrieën van allerhande luxe-artikelen. Parijs breidde zich een heel eind uit buiten de muren van de 14e eeuw. Dat was nauwelijks een probleem, want de stad werd in deze tijd niet meer van buitenaf bedreigd.
Parijs werd in toenemende mate het centrum van de Franse cultuur. Grote geldstromen zorgden ervoor dat bijna iedereen die in artistieke of wetenschappelijke begaafdheid uitblonk zich in Parijs vestigde. Dit leidde tot een culturele aderlating van de rest van Frankrijk, die gedegradeerd werd tot "provincie". De excessieve concentratie van cultuur in Parijs zou een probleem worden waarmee Frankrijk nog drie eeuwen te kampen zou hebben; pas de afgelopen decennia is er door bewuste stimulering van de cultuur in de provinciale centra weer een evenwichtiger toestand gegroeid.
De koning zelf verkoos echter om op enige afstand van zijn roerige hoofdstad te wonen en liet het paleis van Versailles bouwen.

## 18e en 19e eeuw

Bestorming van de Bastille, 1789, door Jean-Pierre Houël

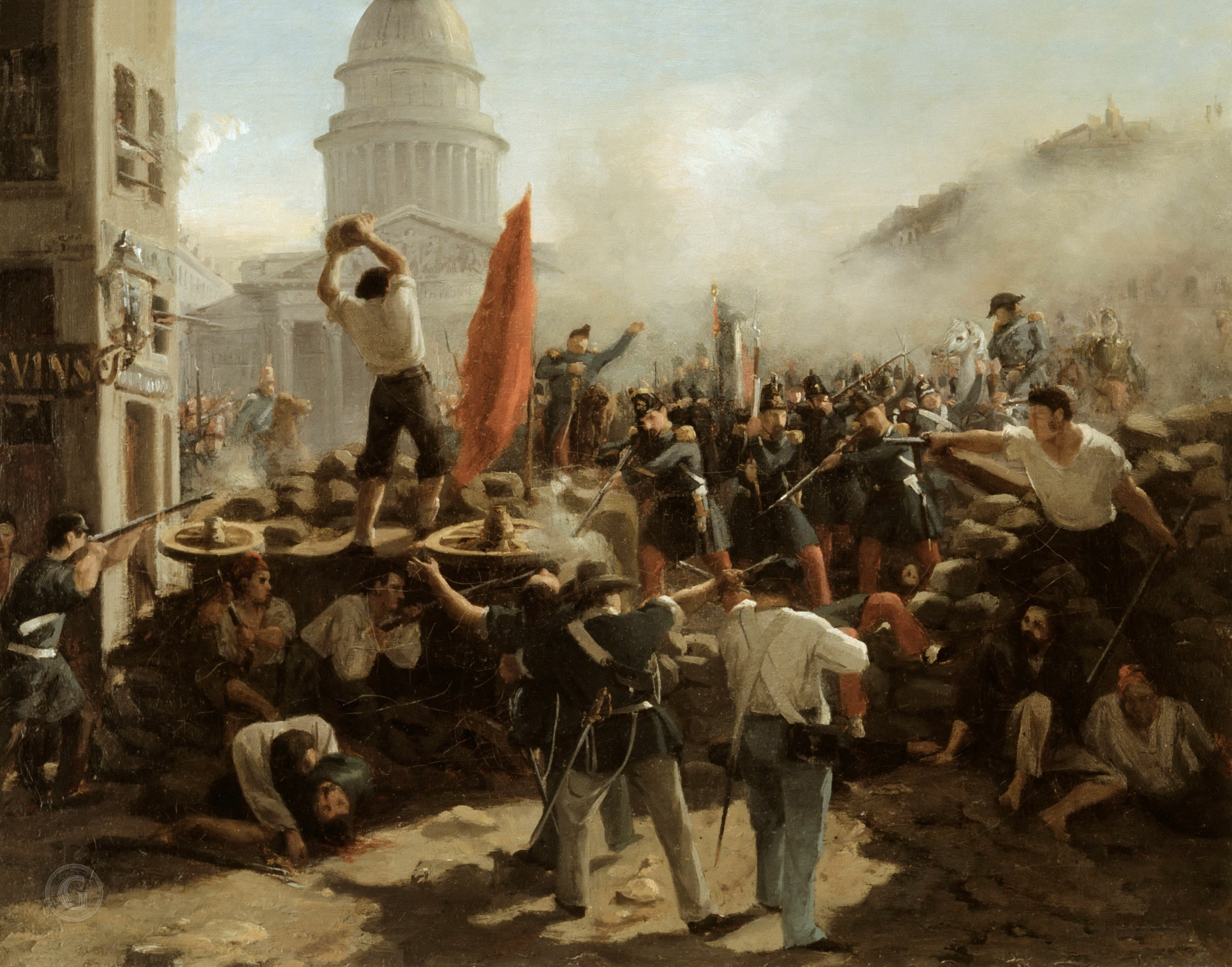
Parijse arbeiders verdedigen een barricade in de Rue Soufflot, juni 1848, door Horace Vernet

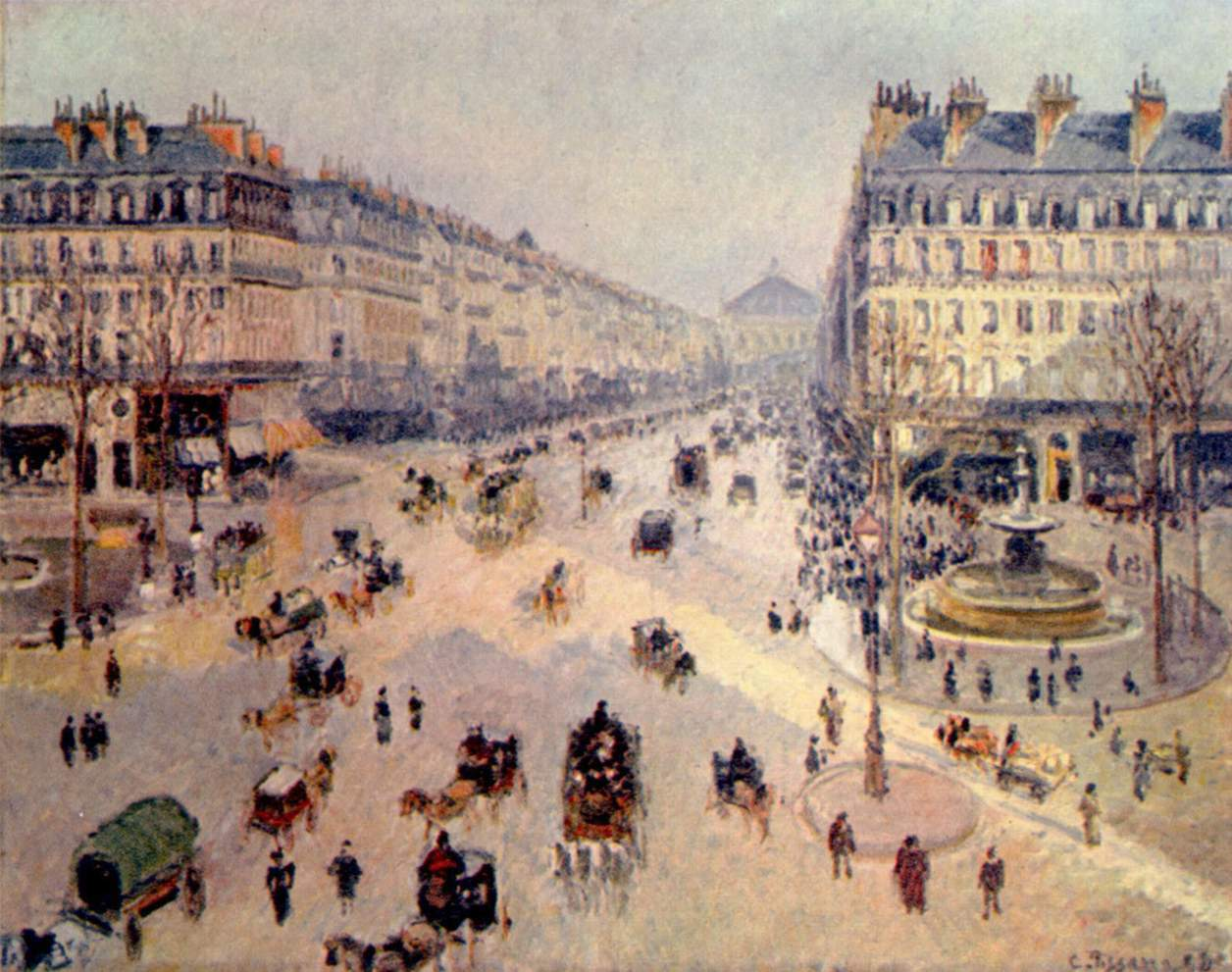
Avenue de l'Opéra, Parijs in de belle époque, door Camille Pissarro

In 1785 kreeg Parijs een nieuwe muur, die een oppervlakte van bijna 30 km² omringde, bijna dubbel zo groot als het bebouwde stadsgebied. Hoofddoel van deze muur van de "Fermiers Généraux" (algemene belastingpachters) was niet om de stad tegen vijanden van buiten te beschermen, maar om het de Parijzenaars moeilijker te maken de aan de stadspoorten geïnde accijnzen te ontduiken. De Parijzenaars waren niet blij: "Le mur murant Paris, rend Paris murmurant" (De muur die Parijs omringt, maakt Parijs aan het mopperen).
Op 14 juli 1789 vond de bestorming van de Bastille plaats, die de Franse Revolutie inluidde. Tijdens de radicale fase van de Franse Revolutie (1792 tot 1794) nam Parijs het voortouw. Het was onder de radicale kleine handwerkslieden van Parijs dat de jakobijnen hun achterban hadden.
De tijd van Revolutie en het Keizerrijk van Napoleon I was voor Parijs overigens een periode van een relatieve economische achteruitgang. De bevolking van de stad verminderde van ruim 600.000 in 1789 tot ongeveer 550.000 in 1815.
Na 1815 begon Parijs, onder invloed van de industriële revolutie, weer snel te groeien. Omstreeks 1840 werd het aantal van 1.000.000 inwoners gehaald. De ruimte binnen de muur van 1785 (die overeenkomt met de huidige arrondissementen 1 tot en met 11) was nu volgebouwd en daarbuiten begonnen zich nieuwe voorsteden te vormen.
In de late 18e en een groot deel van de 19e eeuw was de bevolking van Parijs gemiddeld genomen een stuk radicaler dan die van de rest van het land. De stad was een broeiplaats van jacobinisme en socialisme. Parijs was de oorsprong van de Julirevolutie in 1830, die tot de val van Karel X van Frankrijk leidde en ook oversloeg op België en Polen, en van de Februarirevolutie in 1848, die tot de val van Lodewijk Filips van Frankrijk leidde en op een groot deel van Europa zou overslaan.
Bij het neerslaan van een socialistische opstand enkele maanden na de februari-revolutie van 1848 kwamen enkele duizenden Parijse arbeiders om het leven.
Tijdens de heerschappij van Napoleon III werd Parijs grondig verbouwd door stedenbouwkundige Georges-Eugène Haussmann die de functie van prefect kreeg. Parijs was voordien een stad van smalle straatjes geweest, met slechts enkele brede "boulevards" (woord afgeleid van het Nederlandse "bolwerk") op de plaats van de gesloopte 14e-eeuwse muren en grachten. Onder de leiding van baron Hausmann werden er ook andere straten tot "boulevard" verbreed, waarbij ook bochten werden afgesneden waardoor 120.000 huizen werden gesloopt, meer dan de helft van de stad dus. Het huidige stadsbeeld van de Parijse binnenstad dateert grotendeels uit deze periode en is te danken aan de visie van baron Hausmann.
In 1870 was de bevolking van de stad met zijn voorsteden tot ongeveer 1.800.000 gestegen. Er werd buiten de bebouwde kom, die zich nu ver buiten de muur van 1785 had uitgebreid, een nieuwe verdedigingsgordel aangelegd, met veel kleine forten. Deze gordel vormt min of meer de grens van de huidige gemeente Parijs (ongeveer 100 km²).
Een zwarte bladzijde in de geschiedenis van Parijs wordt gevormd door het beleg van de stad door de Duitsers in de Frans-Duitse Oorlog van 1870 en de daarop volgende opstand van de Commune van Parijs. Toen de burgerlijke republikeinse regering, die tijdens de oorlog eerst in Bordeaux en later in Versailles zetelde, de definitieve aanval tegen de revolutionaire stad inzette 28 mei 1871, kwam het tot een bloedbad waarbij 20.000 Parijzenaars het leven lieten.
OP 4 mei 1897 veroorzaakt de brand van de Bazar de la Charité, een schok in Parijs er sterven 129 mensen.
Na de nederlaag van de Commune maakte Parijs, onder de Derde Republiek, een van de glansperioden van zijn geschiedenis door. Het was de tijd van de "belle époque", waarin Parijs in Europa het symbool werd van elegantie en goede smaak (en in de ogen van velen, van "slechte zeden"). Het was de tijd dat de Eiffeltoren werd gebouwd (1889), alsook de Sacré-Cœur in de (toenmalige) buitenwijk Montmartre. Het was ook de tijd dat cabarets als de Moulin Rouge en Le Chat Noir furore maakten in heel Europa.

## 20e eeuw

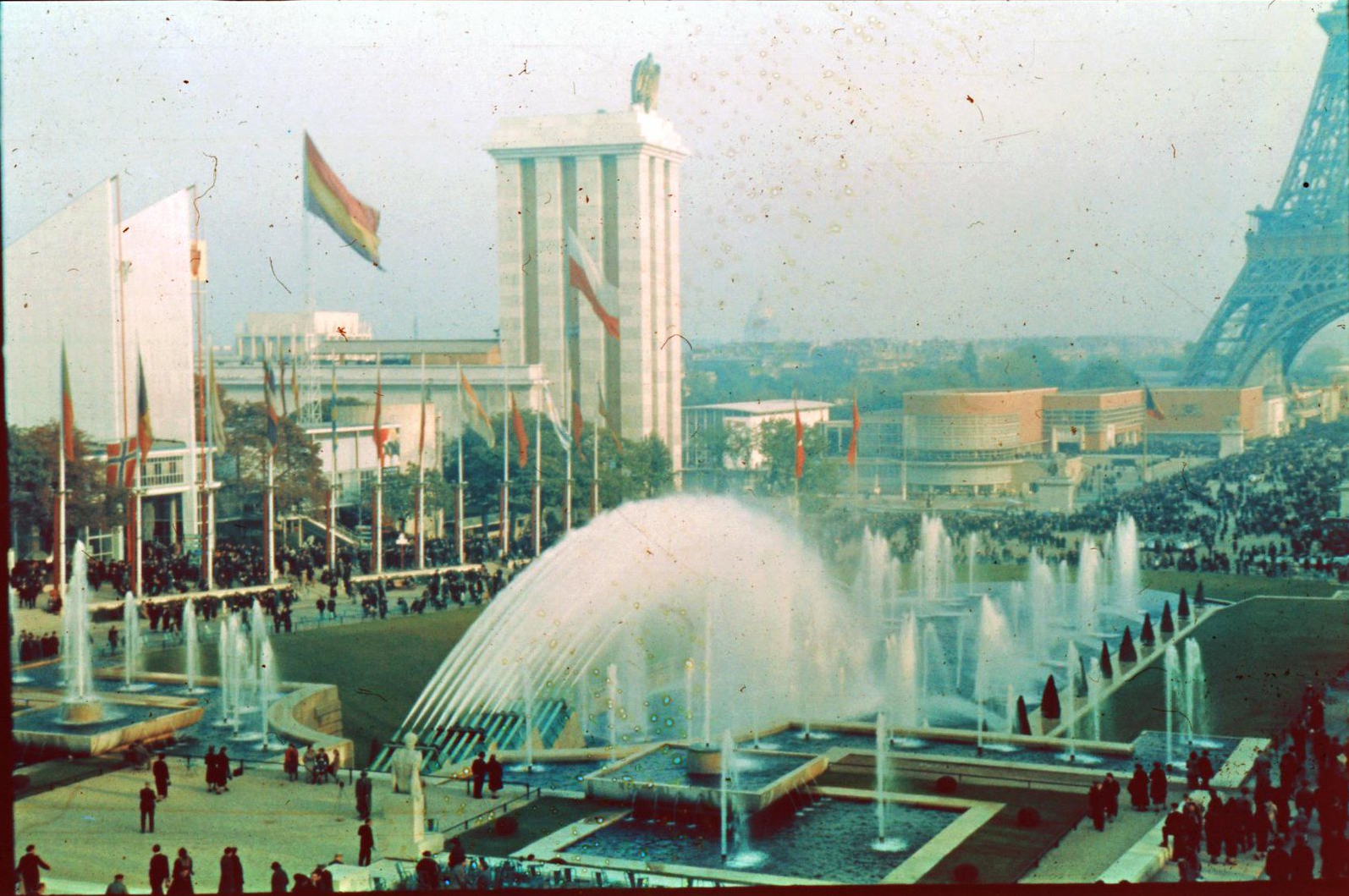
Wereldtentoonstelling van 1937 in Parijs.

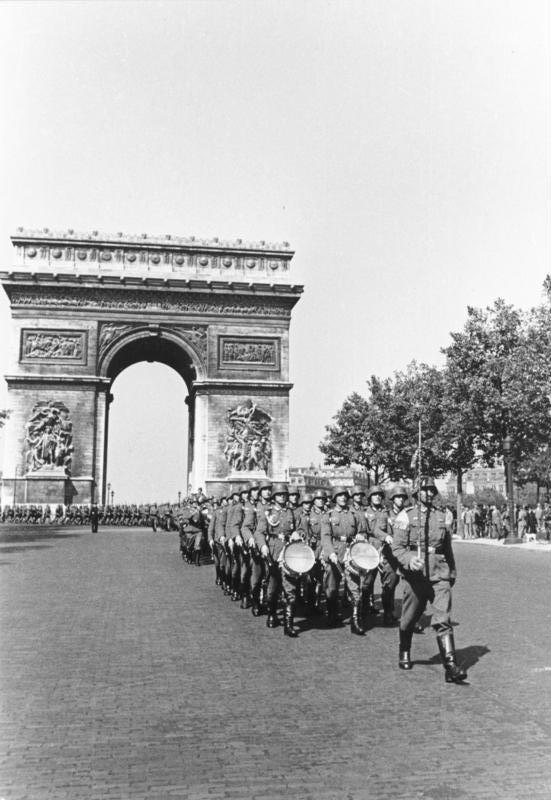
1940

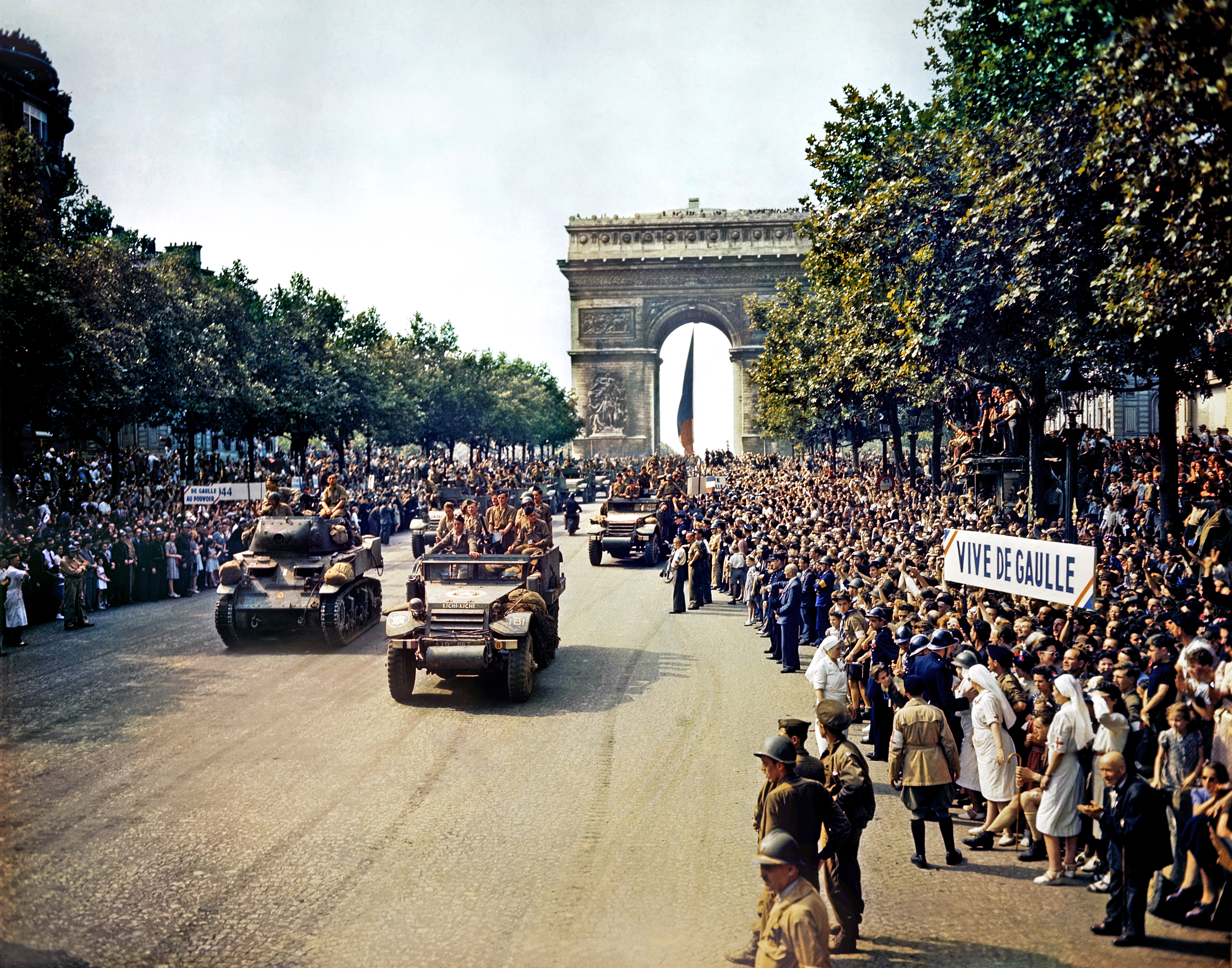
1944

Aan deze vrolijke periode kwam een einde door het uitbreken van de Eerste Wereldoorlog.
Aan de vooravond van de Eerste Wereldoorlog was de bevolking van de gemeente Parijs tot 2.800.000 gestegen, maar ook daarbuiten groeiden nieuwe voorsteden, de zogenaamde "banlieue", waar toen al ruim 1 miljoen mensen woonden.
Parijs werd allengs in politiek opzicht een conservatieve stad, omdat de arbeidersbevolking in toenemende mate de binnenstad met zijn hoge huren ontvluchtte om in de "banlieue" te gaan wonen. De conservatieve gemeente Parijs zou daardoor omringd raken door een "rode gordel" van slaapsteden met een bevolking die voor een groot deel uit socialistisch of communistisch stemmende arbeiders bestond.
In 1900 werd de eerste lijn van de Parijse metro gebouwd. Tien jaar later was er al een redelijk net van lijnen, ook al zouden er de komende decennia nog lijnen worden bijgebouwd.
Voor Parijs geldt wat voor geheel Frankrijk geldt: in de periode tussen de twee wereldoorlogen raakte het enigszins in de versukkeling. De Eerste Wereldoorlog had een zware ontgoocheling teweeggebracht en de verdeeldheid tussen de maatschappelijke klassen was heel scherp geworden.
In 1940 werd Parijs door de Duitsers bezet. Toen de geallieerden in augustus 1944 de stad Parijs benaderden, had de Duitse bevelhebber, generaal Dietrich von Choltitz, van Hitler de opdracht gekregen de hele stad in de lucht te laten vliegen. Gelukkig weigerde de generaal dit bevel uit te voeren. Op 19 augustus kwam de bevolking van Parijs tegen de bezetter in opstand. De geallieerden lieten aan Franse troepen, de 2e Pantserdivisie van generaal Leclerc, de eer om hun eigen hoofdstad te bevrijden.
Omstreeks 1950 telde de Parijse binnenstad nog steeds 2.800.000 inwoners, maar de bevolking van de banlieue was inmiddels tot 2,4 miljoen gegroeid.
Onder de Vijfde Franse Republiek komt er weer vaart in Frankrijk en zijn hoofdstad. Er worden weer talloze grote bouwprojecten onder handen genomen, zoals het nieuwe kantoorcentrum La Défense, het Centre Pompidou, de uitbreiding van het Louvre en het museum aan de Quai d'Orsay.
In 1968 is Parijs, en vooral de universitaire afdeling in de voorstad Nanterre, de plaats die een centrale rol speelt in de in de media wat overbelichte "revolutie" van mei 1968.
Na de oorlog emigreren enkele miljoenen Algerijnen en Marokkanen naar Frankrijk, waarvan een groot deel in de Parijse banlieue komt te wonen. Dit leidt tot ernstige integratieproblemen.
De bevolking van de gemeente Parijs daalt tot ongeveer 2 miljoen, terwijl die van de banlieue tot ongeveer 8 miljoen groeit.

## 21e eeuw
Onder burgemeester Jacques Chirac (1977-1995) en zijn opvolger Jean Tibéri (1995-2001) sluipen er in het gemeentebestuur van Parijs allerhand corrupte praktijken in. De overwegend conservatieve bevolking van Parijs krijgt daarvan zo genoeg dat zij in 2001 een socialist, Bertrand Delanoë, tot burgemeester verkiest, ondanks het feit dat hij er openlijk voor uitkomt homoseksueel te zijn. Op 5 oktober 2002 pleegt een Maghrebijnse immigrantenzoon, die hem om zijn homoseksualiteit verfoeit, een aanslag op hem. Bertrand Delanoë komt er met niet al te zware verwondingen vanaf.
Op 27 oktober 2005 braken er ernstige onlusten in de Parijse banlieue uit, waar kansarme jongeren van vooral Maghrebijnse afkomst massale vernielingen aanrichtten en slaags raakten met de oproerpolitie. De rellen hielden meer dan twee weken aan. In januari 2015 pleegden twee moslimextremisten een aanslag op Charlie Hebdo. In november van datzelfde jaar werden zes gecoördineerde aanslagen gepleegd.
In april 2014 kreeg Parijs voor het eerst in de geschiedenis een vrouwelijke burgemeester, Anne Hidalgo.
Op 15 april 2019 woedde er een brand in de Notre-Dame van Parijs.
Amsterdam · Andorra la Vella · Athene · Belgrado · Berlijn · Bern · Boedapest · Boekarest · Bratislava · Brussel · Chisinau · Dublin · Helsinki · Kiev · Kopenhagen · Ljubljana · Londen · Lissabon · Luxemburg · Madrid · Minsk · Monaco · Moskou · Nicosia · Oslo · Parijs · Podgorica · Praag · Pristina · Reykjavik · Riga · Rome · San Marino · Sarajevo · Skopje · Sofia · Stockholm · Tallinn · Tirana · Valletta · Vaticaanstad · Vaduz · Vilnius · Warschau · Wenen · Zagreb